# Michael Tollin
Michael Tollin, né le 6 octobre 1955 à Philadelphie, est un producteur et réalisateur américain. Il a travaillé à des œuvres telles Radio, Coach Carter et Varsity Blues. Il a créé et produit des émissions telles All That, The Amanda Show, Kenan et Kel, Les Frères Scott, Smallville, Ce que j'aime chez toi, The Bronx Is Burning et Hank Aaron: Chasing the Dream. 

## Jeunesse et formation
Michael Tollin grandit à Havertown (Pennsylvanie) (en), en banlieue de Philadelphie. Son père, Sol Tollin (1929–2006), a joué au basketball et au baseball pour le Haverford College de 1947-1951. Tollin développe une passion pour les sports dès son enfance.
Tollin et son père ont été intégrés au Philadelphia Jewish Sports Hall of Fame en 2009,.
Michael Tollin obtient un diplôme de la Haverford High School (en) et, en 1977, de l'Université Stanford, où il est chroniqueur et animateur sportif pour l'équipe de basketball.

## Carrière
Après Stanford, Tollin est producteur/scénariste de Greatest Sports Legends, une série de documentaires sportifs.
Il déménage à New York afin de travailler avec MLB Productions. Il est l'un des créateurs de la série The Baseball Bunch, gagnante d'un Emmy Award.
En 1980, il scénarise un film sur la série mondiale de baseball où son équipe favorite, les Phillies de Philadelphie, défont les Royals de Kansas City en six parties. Son scénario est narré par Vin Scully.
En 1982, Tollin lance la compagnie Halcyon Days Productions et obtient les droits exclusifs de l'United States Football League (USFL). En plus de l'USFL, Halcyon Days Productions produit des documentaires sportifs et des émissions de télévision pour enfants.
Après la chute de l'USFL en 1985, Tollin déménage en Californie et fonde, avec Brian Robbins, la compagnie Tollin/Robbins Productions (en).
En 1993, Tollin et Robbins produisent Hardwood Dreams, gagnant du Crystal Heart award au festival du film de Heartland de 1993,.
Les 15 années suivantes, Tollin et Robbins produisent et réalisent une douzaine de films dont Varsity Blues, Coach Carter, Radio, Dreamer, Bande de sauvages et Hardball ainsi que des séries télévisées telles Smallville, Arliss et Les Frères Scott et des documentaires tels Hank Aaron: Chasing the Dream.
En 2007, Robbins et Tollin se séparent à l'amiable afin de réaliser chacun leurs projets.
En 2012, Tollin s'associe à Peter Guber, pdg de Mandalay Entertainment, pour former Mandalay Sports Media (MSM),.

## Filmographie

### Réalisateur
- 1982 : The Baseball Bunch (série télévisée documentaire, un épisode)
- 1986 : Centennial: Over 100 Years of Philadelphia Phillies Baseball (vidéo)
- 1987 : Kids on Kids on Kids (téléfilm)
- 1988 : The Final Season (documentaire)
- 1989 : Buy Me That! A Kids' Survival Guide to TV Advertising (téléfilm)
- 1993 : Hardwood Dreams (en) (documentaire) (crédité sous le nom de Michael Jay Tollin)
- 1995 : Hank Aaron: Chasing the Dream (documentaire)
- 1996 : Arliss (série télévisée, un épisode : The Client's Best Interest)
- 1998 : Cousin Skeeter (série télévisée)
- 2001 : Hot Summer (film, 2001) (crédité sous le nom de Mike Tollin)
- 2003 : Radio
- 2007 : Unstrung (documentaire)
- 2009 : 30 for 30 (série télévisée) (un épisode, Small Potatoes: Who Killed the USFL?)

### Producteur / coproducteur
Séries télévisées
- 1994–2005 : All That (série télévisée) (producteur exécutif, 76 épisodes)
- 1996–2002 : Arli$$ (série télévisée) (producteur exécutif, 80 épisodes)
- 1997–2005 : All That (série télévisée) (33 épisodes)
- 2000–2001 : The Amanda Show (série télévisée) (producteur exécutif, 9 épisodes)
- 2001–2011 : Smallville (série télévisée) (producteur exécutif, 216 épisodes)
- 2001–2002 : The Nightmare Room (série télévisée) (producteur exécutif, 8 épisodes)
- 2002–2003 : Slamball (série télévisée) (producteur exécutif, 5 épisodes)
- 2002–2006 : What I Like About You (série télévisée) (producteur exécutif, 78 épisodes)
- 2003-2003 : Black Sash (série télévisée) (producteur exécutif, 5 épisodes)
- 2003–2004 : I'm with Her (série télévisée) (producteur exécutif, 2un épisodes)
- 2003–2012 : One Tree Hill (série télévisée) (producteur exécutif, 176 épisodes)
- 2009–2011 : 30 for 30 (série télévisée) (consultant producteur, 24 épisodes, producteur exécutif, 3 épisodes)
- 2011-2011 : The Franchise: A Season with the San Francisco Giants (série télévisée) (producteur exécutif, 9 épisodes)
- 2012-2012 : The Franchise: A Season with the Miami Marlins (série télévisée) (producteur exécutif, 8 épisodes)
- 2012–2013 : Wedding Band (série télévisée) (producteur exécutif, 10 épisodes)

Autres
- 1982 : The Baseball Bunch (série télévisée documentaire)
- 1986 : Centennial: Over 100 Years of Philadelphia Phillies Baseball (vidéo)
- 1988 : Greatest Sports Legends (série télévisée, un épisode, Jim Brown)
- 1988 : The Final Season (documentaire) (producteur)
- 1993 : Hardwood Dreams (en) (documentaire) (producteur exécutif, scénariste)
- 1995 : Hank Aaron: Chasing the Dream (documentaire) (producteur exécutif)
- 1995 : The Show (documentaire) (producteur)
- 1997 : Good Burger (producteur)
- 1997 : Kenan & Kel (série télévisée) (producteur exécutif, un épisode, Get the Kel Outta Here, producteur exécutif)
- 1998 : Sports Theater with Shaquille O'Neal (série télévisée) (producteur exécutif, un épisode, First Time)
- 1998 : Cousin Skeeter (série télévisée) (producteur exécutif)
- 1999 : Varsity Blues (producteur) (crédité sous le nom de Mike Tollin)
- 1999 : Kenan & Kel (série télévisée) (producteur exécutif, un épisode, Present Tense, producteur exécutif)
- 2000 : Ready to Rumble (producteur exécutif)
- 2001 : Summer Catch (producteur)
- 2001 : Hard Ball (producteur)
- 2002 : Big Fat Liar (producteur)
- 2002 : The Nick Cannon Show (série télévisée) (producteur exécutif, 2 épisodes, Nick Takes Over Hollywood et Nick Takes Over the Rodeo, producteur exécutif)
- 2002 : Birds of Prey (série télévisée) (producteur exécutif, un épisode, Premiere, producteur exécutif)
- 2002 : St. Sass (téléfilm) (producteur exécutif)
- 2003 : Twins (téléfilm) (producteur exécutif)
- 2003 : The Flannerys (téléfilm) (producteur exécutif)
- 2003 : Radio (producteur)
- 2004 : The Perfect Score (producteur)
- 2004 : Earthquake (téléfilm) (producteur exécutif)
- 2004 : The Days (série télévisée) (producteur exécutif)
- 2004 : Hardwood Dreams: Ten Years Later (téléfilm documentaire) (producteur)
- 2005 : Coach Carter (producteur)
- 2005 : Dreamer: Inspired by a True Story (producteur)
- 2005 : Inconceivable (série télévisée) (producteur exécutif)
- 2006 : Bonds on Bonds (série télévisée) (producteur exécutif)
- 2006 : Crumbs (série télévisée) (producteur exécutif, 2 épisodes, Whatever Happened to Baby Bodashka? et Pilot, producteur exécutif)
- 2007 : Norbit (producteur exécutif)
- 2007 : Bande de sauvages (producteur)
- 2007 : Unstrung (documentaire) (producteur)
- 2007 : The Bronx Is Burning (série télévisée) (producteur exécutif)
- 2011 : Thumbs (TV Movie documentaire) (producteur exécutif)
- 2011 : The Real Rocky (téléfilm) (producteur)
- 2013 : Bluegrass Kingdom: The Gospel of Kentucky Basketball (producteur exécutif)
- 2016 : The Zookeeper's Wife (producteur)
- 2016 : The Bleeder (en) (producteur)
- 2020 : The Last Dance (série télévisée documentaire)

## Distinctions
| année | film                                                  | rôle                                       | notes |
| ----- | ----------------------------------------------------- | ------------------------------------------ | --- |
| 1987  | Kids on Kids on Kids                                  | Réalisateur                                | - Nommé - CableACE award Magazine Show or Series |
| 1991  | Let Me Be Brave                                       | Scénariste, producteur, réalisateur        | - Sports Emmy Award for Special Class: Program Achievement |
| 1993  | Hardwood Dreams                                       | Réalisateur, scénariste                    | - Crystal Heart Award at the Heartland Film Festival |
| 1994  | All That                                              | Producteur exécutif                        | - Nommé - CableACE Award for Children’s Series - 7 and Older |
| 1995  | Hank Aaron: Chasing the Dream                         | Réalisateur, scénariste, producteur        | - Peabody Award Winner - Nommé - Academy Award for Best Documentary, Features - Nommé - Primetime Emmy Award for Outstanding Informational Series - Crystal Heart Award at the Heartland Film Festival |
| 1997  | Sports Theater with Shaquille O’Neal                  | Producteur exécutif                        | - CableACE Award for Children’s Series - 7 and Older |
| 2003  | Radio                                                 | Réalisateur                                | - Character and Morality in Entertainment Award |
| 2005  | Coach Carter                                          | Producteur                                 | - Nommé - Black Movie Award for Outstanding Motion Picture - Nommé - Black Reel Award for Best Film |
| 2007  | The Bronx is Burning                                  | Producteur exécutif                        | - Nommé - PGA Award for Outstanding producteur of Long-Form Television |
| 2009  | 30 for 30                                             | Producteur consultant, producteur exécutif | - Peabody Award Winner - International Documentary Association's "Distinguished Continuing Series" - Emmy for Outstanding Short-Format Nonfiction Program                                              |
| 2011  | The Franchise: A Season with the San Francisco Giants | Producteur exécutif                        | - Sports Emmy Award for Outstanding Edited Sports Series/Anthology |
| 2012  | 30 for 30 Shorts                                      | Producteur exécutif, producteur            | - Nommé - Sports Emmy Award for Outstanding New Approaches Sports Programing |